# Ites chaparensis
Ites chaparensis là một loài bọ cánh cứng trong họ Cerambycidae.